# Rancho el Cedro
Rancho el Cedro är en ort i Mexiko.   Den ligger i kommunen Xochimilco och delstaten Distrito Federal, i den sydöstra delen av landet, 25 km söder om huvudstaden Mexico City. Rancho el Cedro ligger 2 596 meter över havet och antalet invånare är 112.
Terrängen runt Rancho el Cedro är huvudsakligen kuperad, men norrut är den platt. Terrängen runt Rancho el Cedro sluttar norrut. Runt Rancho el Cedro är det mycket tätbefolkat, med 2 431 invånare per kvadratkilometer. Närmaste större samhälle är Iztapalapa, 17,8 km norr om Rancho el Cedro. I omgivningarna runt Rancho el Cedro växer huvudsakligen savannskog.